# Giovanni Casimiro del Palatinato-Lautern
Giovanni Casimiro di Wittelsbach-Simmern, Johann Kasimir Pfalz-Simmern (Simmern, 7 marzo 1543 – Kaiserslautern, 16 gennaio 1592), figlio del Conte palatino del Reno elettore, reggente durante la minore età del nipote Federico IV.

## Biografia
Fu il terzo figlio dell'elettore palatino Federico III, del ramo Simmern della famiglia Wittelsbach, e della sua prima moglie, Maria, figlia del margravio Casimiro di Brandeburgo-Bayreuth.
Il 26 novembre 1568 fu promesso della sedicenne Elisabetta di Sassonia, figlia dell'elettore Augusto I di Sassonia e di Anna di Danimarca,  figlia del re Cristiano III di Danimarca. Le nozze furono celebrate ad Heidelberg nel 1570.
Fu un fanatico calvinista e tentò con il suo matrimonio d'introdurre il calvinismo anche nella luterana Sassonia.
La moglie Elisabetta, nata luterana, non volle piegarsi alla severa religione del marito, e fu da lui costretta a vivere chiusa in casa senza poter vedere la luce del sole; morì in questa triste prigionia il 2 aprile 1590.
All'inizio di marzo del 1571 prese la sua residenza a Kaiserslautern, dove eresse una grande dimora, nella quale risiedette fino alla morte. Suo padre l’elettore palatino apprezzava il suo esagitato estremismo fanatico che costituiva una garanzia di anti-cattolicità, e nel suo testamento gli lasciò in legato la cittadina di Kaiserslautern, all’epoca Lautern, staccandola dall’eredità generale di suo fratello che invece era di una leggermente più moderata fede luterana. 
Nel 1578 eresse a Kaiserslautern il Collegium Casimirianum roccaforte della teologia calvinista.
Fu in contatto con gli agenti inglesi di Elisabetta I per la costituzione della "Lega protestante".
Nel 1576 guidò 11.000 soldati tedeschi che parteciparono all'assedio di Parigi al fianco degli Ugonotti di Luigi di Condé. L'11 novembre le sue truppe assaltarono il forte di Saint-Denis.
Dopo la morte di Federico III, nel 1576, Casimiro ereditò la piccola contea del Palatinato-Lautern, mentre l'elettorato passò al primogenito Ludovico VI. Nonostante che il padre fosse calvinista, il nuovo elettore Luigi VI, era più propenso al luteranesimo della madre e fu palese la sua simpatia per i luterani.
Durante il periodo della sua reggenza dell'elettorato del Palatinato, dopo la morte del fratello Luigi VI,  dal 1583 al 1592, in attesa della maggiore età del nipote Federico, tutto il Palatinato divenne la principale regione calvinista d'Europa.

## Discendenza
Giovanni Casimiro ed Elisabetta di Sassonia ebbero sei figli:
- un figlio (1573-1573);
- Maria (1576-1577);
- Elisabetta (1578-1580);
- Dorotea (1581-1631) unica dei figli a sopravvivere, sposando nel 1595 Giovanni Giorgio I di Anhalt-Dessau antenato dell'attuale regina Beatrice d'Olanda;
- una figlia (1584-1584);
- una figlia (1585-1585).

Non sopravvivendogli nessun figlio maschio, il suo ducato tornò a suo nipote, che sotto la sua tutela era divenuto anch’esso un estremista calvinista.

## Ascendenza
|                                             |                                       |                                   | Genitori                              |  |  | Nonni |  |  | Bisnonni                             |  |  | Trisnonni                             |  |
|                                             |                                       |                                   |                                       |  |  |       |  |  | 8. Giovanni I del Palatinato-Simmern |  |  | 16. Federico I del Palatinato-Simmern |  |
|                                             |                                       |                                   |                                       |  |  |       |  |  | 8. Giovanni I del Palatinato-Simmern |  |  | 16. Federico I del Palatinato-Simmern |  |
|                                             |                                       | 17. Margherita di Gheldria        |                                       |  |  |       |  |  | 8. Giovanni I del Palatinato-Simmern |  |  |                                       |  |
| 4. Giovanni II del Palatinato-Simmern       |                                       |                                   |                                       |  |  |       |  |  | 8. Giovanni I del Palatinato-Simmern |  |  |                                       |  |
|                                             |                                       | 9. Giovanna di Nassau-Saarbrücken | 18. Giovanni II di Nassau-Saarbrücken |  |  |       |  |  |                                      |  |  |                                       |  |
|                                             |                                       | 9. Giovanna di Nassau-Saarbrücken | 18. Giovanni II di Nassau-Saarbrücken |  |  |       |  |  |                                      |  |  |                                       |  |
|                                             |                                       | 9. Giovanna di Nassau-Saarbrücken | 19. Giovanna di Loon-Heinsberg        |  |  |       |  |  |                                      |  |  |                                       |  |
| 2. Federico III del Palatinato              |                                       | 9. Giovanna di Nassau-Saarbrücken |                                       |  |  |       |  |  |                                      |  |  |                                       |  |
|                                             |                                       | 10. Cristoforo I di Baden         | 20. Carlo I di Baden                  |  |  |       |  |  |                                      |  |  |                                       |  |
|                                             |                                       | 10. Cristoforo I di Baden         | 20. Carlo I di Baden                  |  |  |       |  |  |                                      |  |  |                                       |  |
|                                             |                                       | 10. Cristoforo I di Baden         | 21. Caterina d'Austria                |  |  |       |  |  |                                      |  |  |                                       |  |
| 5. Beatrice di Baden                        |                                       | 10. Cristoforo I di Baden         |                                       |  |  |       |  |  |                                      |  |  |                                       |  |
|                                             |                                       | 11. Ottilia di Katzenelnbogen     | 22. Filippo II di Katzenelnbogen      |  |  |       |  |  |                                      |  |  |                                       |  |
|                                             |                                       | 11. Ottilia di Katzenelnbogen     | 22. Filippo II di Katzenelnbogen      |  |  |       |  |  |                                      |  |  |                                       |  |
|                                             |                                       | 11. Ottilia di Katzenelnbogen     | 23. Ottilia di Nassau-Dillenburg      |  |  |       |  |  |                                      |  |  |                                       |  |
| 1. Giovanni Casimiro del Palatinato-Simmern |                                       | 11. Ottilia di Katzenelnbogen     |                                       |  |  |       |  |  |                                      |  |  |                                       |  |
|                                             | 12. Federico I di Brandeburgo-Ansbach | 24. Alberto III di Brandeburgo    |                                       |  |  |       |  |  |                                      |  |  |                                       |  |
|                                             | 12. Federico I di Brandeburgo-Ansbach | 24. Alberto III di Brandeburgo    |                                       |  |  |       |  |  |                                      |  |  |                                       |  |
|                                             | 12. Federico I di Brandeburgo-Ansbach | 25. Anna di Sassonia              |                                       |  |  |       |  |  |                                      |  |  |                                       |  |
| 6. Casimiro di Brandeburgo-Bayreuth         | 12. Federico I di Brandeburgo-Ansbach |                                   |                                       |  |  |       |  |  |                                      |  |  |                                       |  |
|                                             |                                       | 13. Sofia di Polonia              | 26. Casimiro IV di Polonia            |  |  |       |  |  |                                      |  |  |                                       |  |
|                                             |                                       | 13. Sofia di Polonia              | 26. Casimiro IV di Polonia            |  |  |       |  |  |                                      |  |  |                                       |  |
|                                             |                                       | 13. Sofia di Polonia              | 27. Elisabetta d'Asburgo              |  |  |       |  |  |                                      |  |  |                                       |  |
| 3. Maria di Brandeburgo-Kulmbach            |                                       | 13. Sofia di Polonia              |                                       |  |  |       |  |  |                                      |  |  |                                       |  |
|                                             |                                       | 14. Alberto IV di Baviera         | 28. Alberto III di Baviera            |  |  |       |  |  |                                      |  |  |                                       |  |
|                                             |                                       | 14. Alberto IV di Baviera         | 28. Alberto III di Baviera            |  |  |       |  |  |                                      |  |  |                                       |  |
|                                             |                                       | 14. Alberto IV di Baviera         | 29. Anna di Braunschweig-Grubenhagen  |  |  |       |  |  |                                      |  |  |                                       |  |
| 7. Susanna di Baviera                       |                                       | 14. Alberto IV di Baviera         |                                       |  |  |       |  |  |                                      |  |  |                                       |  |
|                                             |                                       | 15. Cunegonda d'Austria           | 30. Federico III d'Asburgo            |  |  |       |  |  |                                      |  |  |                                       |  |
|                                             |                                       | 15. Cunegonda d'Austria           | 30. Federico III d'Asburgo            |  |  |       |  |  |                                      |  |  |                                       |  |
|                                             |                                       | 15. Cunegonda d'Austria           | 31. Eleonora d'Aviz                   |  |  |       |  |  |                                      |  |  |                                       |  |
|                                             |                                       | 15. Cunegonda d'Austria           |                                       |  |  |       |  |  |                                      |  |  |                                       |  |